# Sinomicrurus
Sinomicrurus ist eine Schlangengattung aus der Familie der Giftnattern (Elapidae). Die Schlangen der Gattung Sinomicrurus sind ovipar und giftig.
Sie sind in Asien von China bis Indien sowie auf Taiwan und den japanischen Ryūkyū-Inseln verbreitet. Innerhalb der Gattung wird die Art Sinomicrurus japonicus von der IUCN als potentiell gefährdet („Near Threatened)“ eingestuft. Drei weitere untersuchte Arten (S. kelloggi, S. macclellandi und S. sauteri) gelten als nicht gefährdet („Least Concern“).

## Systematik
Die Gattung Sinomicrurus wurde 2001 von Joseph Bruno Slowinski, Jeff Boundy und Robin Lawson erstbeschrieben. Der Gattung sind 10 Arten zugeordnet (Stand April 2024):
| Taxon                     | Erstbeschreibung                                     | Verbreitungsgebiet                                                                                       | IUCN |
| ------------------------- | ---------------------------------------------------- | --- | ---- |
| Sinomicrurus annularis    | (Günther, 1864)                                      | China |      |
| Sinomicrurus boettgeri    | (Fritze, 1894)                                       | Japan (Okinawa- und Amami-Inseln)                                                                        |      |
| Sinomicrurus gorei        | (Wall, 1909)                                         | Bangladesch, Bhutan, China, Hong Kong, Indien, Myanmar, Nepal, Taiwan, Thailand, Vietnam                 |      |
| Sinomicrurus iwasakii     | (Maki, 1935)                                         | Japan (Ishigaki-jima)                                                                                    |      |
| Sinomicrurus japonicus    | (Günther, 1868)                                      | Japan (Okinawa- und Amami-Inseln)                                                                        | 2017 |
| Sinomicrurus kelloggi     | (Pope, 1928)                                         | Vietnam, Nord-Laos, Süd-China (Fujian, Hunan, Hainan)                                                    | 2012 |
| Sinomicrurus macclellandi | (Reinhardt, 1844)                                    | Indien, Nepal, Bangladesh, Bhutan, Nord-Myanmar, Thailand, Vietnam, China, Japan (Ryūkyū-Inseln), Taiwan | 2021 |
| Sinomicrurus peinani      | Liu, Yan, Hou, Wang, Nguyen, Murphy, Che & Guo, 2020 | China (Guangxi), Vietnam (Cao Bằng und Vĩnh Phúc)                                                        |      |
| Sinomicrurus sauteri      | (Steindachner, 1913)                                 | Taiwan                                                                                                   | 2012 |
| Sinomicrurus swinhoei     | (Van Denburgh, 1912)                                 | Taiwan                                                                                                   |      |